# Yuri (nombre)

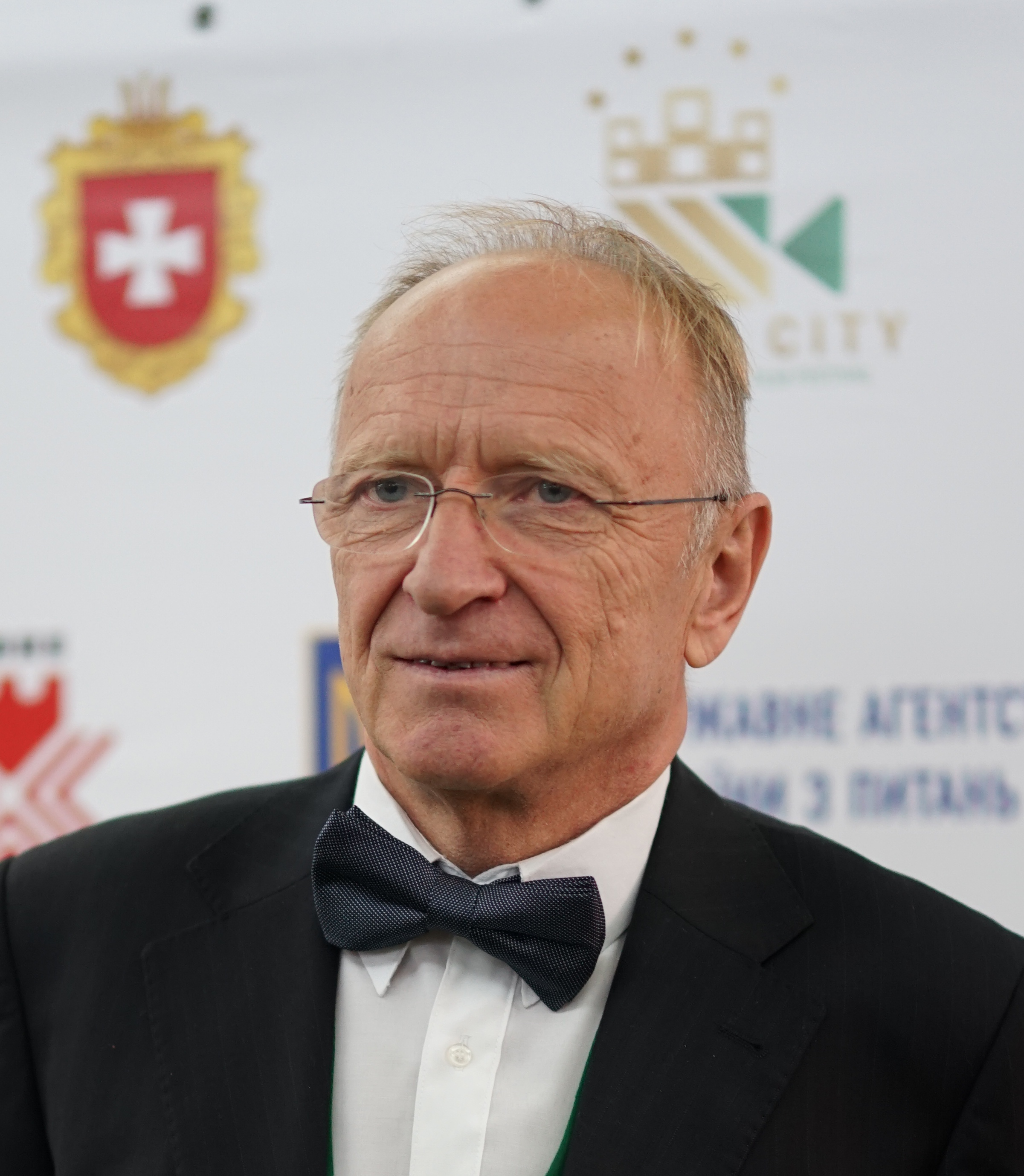
Yuriy Vasyliovych Soroka, experto en cine, crítico de cine y guionista. Editor jefe del Estudio Nacional de Cine de Largometrajes Oleksandr Dovzhenko (2006-2008), editor jefe de la revista "Cultura ucraniana" (2016-2018).

Yuri (Юрий) es un nombre masculino de origen Ruso, que significa ‘el que labra la tierra’.
Yuri es la traducción del nombre Jorge en idioma ruso. Hay algunas variaciones como Yurik, Yurinovich y Yuriy con la derivación del nombre Georgiy y del griego Georgos.
Yuri es un nombre masculino común en Rusia, Ucrania y el resto de mundo como Latinoamérica, Centroamérica y Norteamérica.
- Datos: Q30465251
- Multimedia: Yuri (given name) / Q30465251